# Zira (India)
Zira is een nagar panchayat (plaats) in het district Firozpur van de Indiase staat Punjab. 

## Demografie
Volgens de Indiase volkstelling van 2001 wonen er 3.135 mensen in Zira, waarvan 523% mannelijk en 477% vrouwelijk is. De plaats heeft een alfabetiseringsgraad van 626%. 